# Víctor Tenorio García
Víctor Antonio Tenorio García, llamado también Vite (Huamanga, provincia de Huamanga, departamento de Ayacucho, Perú, 30 de septiembre de 1941), es un escritor, poeta y profesor de lengua y literatura peruano.

## Trayectoria
Víctor Tenorio García nació en la ciudad de Huamanga en 1941. Hizo su magíster de Literaturas Hispánicas en la Pontificia Universidad Católica del Perú y doctoró en Educación en la Universidad Nacional de San Cristóbal de Huamanga (UNSCH). Fue catedrático principal de literatura de la UNSCH.

## Obra literaria
Víctor Tenorio García ha escrito poemas y narrativas en español y también en quechua ayacuchano. En 2001 ganó el primer premio Nacional de Literatura Quechua de la Universidad Nacional Federico Villarreal en Lima. Entre sus libros más conocidos son El cantar de Ayacucho, Estación de eternidad, Confidencias a la amada invencible, Alforja de poemas y prosas y La procesión de los gatos.

## Obras

### Poesía en español
- Confidencias a la amada invencible (1984)
- Alforja de Poemas y Prosas (1989)
- Razones del verso: Razones del Amor  (1991)
- Memorias del Uku Pacha/ Retazos del Vivir (1996)

### Poesía en quechua
- Musqusqa Harawikuna. En: Ranulfo Fuentes Rojas, Víctor Tenorio García: Llaqtaypa harawin / Musqusqa Harawikuna. Lima, Perú: Universidad Nacional Federico Villarreal, Editorial Universitaria, 2003. ISBN 9789972951626

### Narrativa en español
- Los tesoros del Buscador (1992)
- No hay mal que dure 100 años
- Romances de Emilla
- Campaña electoral del Capi Fuentes y reinado de S.M. Ukucha Octavia. San Borja, Lima : Ediciones Altazor, 2004 (novela).
- La procesión de los gatos. San Borja, Lima : Ediciones Altazor, 2009, 78 páginas (cuento), ISBN 9786124053061
- La danza del gallo. San Borja, Lima : Ediciones Altazor, 2009, 78 páginas, ISBN 9789972839993
- El toro más toro. San Borja, Lima : Ediciones Altazor, 2019.

### Narrativa en quechua
- Wayrapa Willakusqan. San Borja, Lima : Ediciones Altazor, 2021, 104 páginas (16 cuentos escritos en quechua), ISBN 9786124420825

### Estudios
- Ollantay: el amor y rutas del poder (1986)
- Siete estudios del cuento peruano. San Borja, Lima : Ediciones Altazor, [1988] 2004, 120 páginas, ISBN 9789972839351
- Tradiciones de Huamanga
- Estudio de Huambar (1996)

### Diccionario
- Diccionario quechua runasimi marka. Ayacucho: Filo Artes Gráficas, 2008. ISBN: 9786124802713